# Copa Libertadores da América de 1961
A Copa Libertadores da América de 1961, originalmente denominada Copa dos Campeões da América, foi a segunda edição da competição, o torneio de futebol mais premiado da América do Sul. Nove equipes ingressaram, duas a mais que na temporada anterior, com a Venezuela não enviando um representante. Para melhorar ainda mais a competição, a CONMEBOL manteve o critério de ter confrontos regionais para aproveitar as rivalidades transfronteiriças.
Embora o Peñarol também tenha vencido sua liga nacional, esta se tornou a primeira e, até agora, única vez que os atuais campeões não se classificaram automaticamente para a edição seguinte. No entanto, os Manyas defenderam com sucesso seu título ao derrotar o Palmeiras na final.

## Equipes classificadas
| Associação           | Equipe                 | Classificação                             | Fase            |
| -------------------- | ---------------------- | ----------------------------------------- | --------------- |
| Argentina · (1 vaga) | Independiente          | Campeão do Campeonato Argentino de 1960   | Primeira fase   |
| Bolívia · (1 vaga)   | Jorge Wilstermann      | Campeão do Campeonato Boliviano de 1960   | Fase preliminar |
| Brasil · (1 vaga)    | Palmeiras              | Campeão do Campeonato Brasileiro de 1960  | Primeira fase   |
| Chile · (1 vaga)     | Colo-Colo              | Campeão do Campeonato Chileno de 1960     | Primeira fase   |
| Colômbia · (1 vaga)  | Santa Fe               | Campeão do Campeonato Colombiano de 1960  | Primeira fase   |
| Equador · (1 vaga)   | Barcelona de Guayaquil | Campeão do Campeonato Equatoriano de 1960 | Fase preliminar |
| Paraguai · (1 vaga)  | Olimpia                | Campeão do Campeonato Paraguaio de 1960   | Primeira fase   |
| Peru · (1 vaga)      | Universitario          | Campeão do Campeonato Peruano de 1960     | Primeira fase   |
| Uruguai · (1 vaga)   | Peñarol                | Campeão do Campeonato Uruguaio de 1960    | Primeira fase   |

## Formato
Cada confronto era uma fase de grupos de duas equipes. Devido ao aumento de participantes, um grupo preliminar foi adicionado na competição, com o restante seguindo o formato da temporada anterior. Vitórias recebiam dois pontos, um ponto por empate e nenhum ponto por derrota. A equipe com mais pontos após um jogo em casa e fora avançava para a próxima fase.
Se os times permanecessem empatados, a diferença de gols se tornaria um fator. Um playoff de um jogo seria realizado caso os times ainda estivessem empatados. Um sorteio seria a última solução para desempatar. Controversamente, Santa Fe e Jorge Wilstermann empataram em pontos, o que exigiria um playoff; a CONMEBOL, no entanto, descartou a ideia e decidiu que a última vaga na semifinal seria dada por um sorteio, o qual os colombianos venceram.

## Confrontos
|  | Fase preliminar        | Fase preliminar | Fase preliminar   | Fase preliminar |   |          | Primeira fase | Primeira fase | Primeira fase | Primeira fase |  |  | Semifinais | Semifinais | Semifinais | Semifinais |  |  | Final | Final | Final | Final |  |
|  |                        |                 |                   |                 |   |          |               |               |               |               |  |  |            |            |            |            |  |  |       |       |       |       |  |
|  |                        |                 |                   |                 |   |          | Olimpia       | 5             | 1             | 6             |  |  |            |            |            |            |  |  |       |       |       |       |  |
|  |                        |                 |                   |                 |   |          | Olimpia       | 5             | 1             | 6             |  |  |            |            |            |            |  |  |       |       |       |       |  |
|  |                        |                 | Colo-Colo         | 2               | 2 | 4        |               |               |               |               |  |  |            |            |            |            |  |  |       |       |       |       |  |
|  |                        |                 |                   |                 | 2 | 4        |               |               |               |               |  |  |            |            |            |            |  |  |       |       |       |       |  |
|  |                        |                 |                   |                 |   |          |               |               |               |               |  |  |            |            |            |            |  |  |       |       |       |       |  |
|  |                        |                 |                   |                 |   |          |               |               |               |               |  |  |            |            |            |            |  |  |       |       |       |       |  |
|  |                        | Olimpia         | 1                 | 1               | 1 |          |               |               |               |               |  |  |            |            |            |            |  |  |       |       |       |       |  |
|  |                        |                 |                   |                 |   |          |               |               |               |               |  |  |            |            |            |            |  |  |       |       |       |       |  |
|  |                        |                 | Peñarol           | 3               | 2 | 5        |               |               |               |               |  |  |            |            |            |            |  |  |       |       |       |       |  |
|  |                        |                 |                   |                 | 2 | 5        |               |               |               |               |  |  |            |            |            |            |  |  |       |       |       |       |  |
|  |                        |                 |                   |                 |   |          |               |               |               |               |  |  |            |            |            |            |  |  |       |       |       |       |  |
|  |                        |                 |                   |                 |   |          |               |               |               |               |  |  |            |            |            |            |  |  |       |       |       |       |  |
|  |                        | Universitario   | 0                 | 2               | 2 |          |               |               |               |               |  |  |            |            |            |            |  |  |       |       |       |       |  |
|  |                        |                 |                   |                 | 2 |          |               |               |               |               |  |  |            |            |            |            |  |  |       |       |       |       |  |
|  |                        |                 | Peñarol           | 5               | 0 | 5        |               |               |               |               |  |  |            |            |            |            |  |  |       |       |       |       |  |
|  |                        |                 |                   |                 | 0 | 5        |               |               |               |               |  |  |            |            |            |            |  |  |       |       |       |       |  |
|  |                        |                 |                   |                 |   |          |               |               |               |               |  |  |            |            |            |            |  |  |       |       |       |       |  |
|  |                        |                 |                   |                 |   |          |               |               |               |               |  |  |            |            |            |            |  |  |       |       |       |       |  |
|  |                        | Peñarol         | 1                 | 1               | 2 |          |               |               |               |               |  |  |            |            |            |            |  |  |       |       |       |       |  |
|  |                        |                 |                   |                 |   |          |               |               |               |               |  |  |            |            |            |            |  |  |       |       |       |       |  |
|  |                        |                 | Palmeiras         | 0               | 1 | 1        |               |               |               |               |  |  |            |            |            |            |  |  |       |       |       |       |  |
|  |                        |                 |                   |                 | 1 | 1        |               |               |               |               |  |  |            |            |            |            |  |  |       |       |       |       |  |
|  |                        |                 |                   |                 |   |          |               |               |               |               |  |  |            |            |            |            |  |  |       |       |       |       |  |
|  |                        |                 |                   |                 |   |          |               |               |               |               |  |  |            |            |            |            |  |  |       |       |       |       |  |
|  |                        | Palmeiras       | 2                 | 1               | 3 |          |               |               |               |               |  |  |            |            |            |            |  |  |       |       |       |       |  |
|  |                        |                 |                   |                 | 3 |          |               |               |               |               |  |  |            |            |            |            |  |  |       |       |       |       |  |
|  |                        |                 | Independiente     | 0               | 0 | 0        |               |               |               |               |  |  |            |            |            |            |  |  |       |       |       |       |  |
|  |                        |                 |                   |                 | 0 | 0        |               |               |               |               |  |  |            |            |            |            |  |  |       |       |       |       |  |
|  |                        |                 |                   |                 |   |          |               |               |               |               |  |  |            |            |            |            |  |  |       |       |       |       |  |
|  |                        |                 |                   |                 |   |          |               |               |               |               |  |  |            |            |            |            |  |  |       |       |       |       |  |
|  |                        | Palmeiras       | 2                 | 4               | 6 |          |               |               |               |               |  |  |            |            |            |            |  |  |       |       |       |       |  |
|  |                        |                 |                   |                 |   |          |               |               |               |               |  |  |            |            |            |            |  |  |       |       |       |       |  |
|  |                        |                 | Santa Fe          | 2               | 1 | 3        |               |               |               |               |  |  |            |            |            |            |  |  |       |       |       |       |  |
|  | Barcelona de Guayaquil | 0               | Santa Fe          | 2               | 1 | 3        | 2             | 2             |               |               |  |  |            |            |            |            |  |  |       |       |       |       |  |
|  | Barcelona de Guayaquil | 0               |                   |                 |   |          |               |               |               |               |  |  |            |            |            |            |  |  |       |       |       |       |  |
|  | Santa Fe               | 3               | 2                 | 5               |   |          |               |               |               |               |  |  |            |            |            |            |  |  |       |       |       |       |  |
|  | Santa Fe               | 3               | 2                 | 5               |   | Santa Fe | 2             | 1             | 3             |               |  |  |            |            |            |            |  |  |       |       |       |       |  |
|  |                        |                 |                   |                 |   | Santa Fe | 2             | 1             | 3             |               |  |  |            |            |            |            |  |  |       |       |       |       |  |
|  |                        |                 | Jorge Wilstermann | 3               | 0 | 3        |               |               |               |               |  |  |            |            |            |            |  |  |       |       |       |       |  |

## Fase preliminar
| Equipe                 | Pts | J | V | E | D | GP | GC | SG |
| ---------------------- | --- | - | - | - | - | -- | -- | -- |
| Santa Fe               | 3   | 2 | 1 | 1 | 0 | 5  | 2  | +3 |
| Barcelona de Guayaquil | 1   | 2 | 0 | 1 | 1 | 2  | 5  | -3 |

| 2 de abril | Santa Fe                        | 3 – 0 | Barcelona de Guayaquil | El Campín, Bogotá                                    |
|            | Panzutto 25', 34' · Perazzo 40' |       |                        | Público: ≈25,000 Árbitro: EQU Rafael Guerrero Parker |

| 9 de abril | Barcelona de Guayaquil | 2 – 2 | Santa Fe                   | Estádio Modelo, Guayaquil                   |
|            | Romero 46', 58'        |       | Perazzo 10' · Panzutto 50' | Público: ≈15,000 Árbitro: COL Ovidio Orrego |

## Primeira fase

### Grupo 1
| Equipe    | Pts | J | V | E | D | GP | GC | SG |
| --------- | --- | - | - | - | - | -- | -- | -- |
| Olimpia   | 2   | 2 | 1 | 0 | 1 | 6  | 4  | +2 |
| Colo-Colo | 2   | 2 | 1 | 0 | 1 | 4  | 6  | -2 |

| 9 de abril | Colo-Colo                 | 2 – 5 | Olimpia                                            | Estádio Nacional, Santiago                  |
|            | Hormazábal 45' · Toro 88' |       | González 12' · Cabral 37', 79' · Ferreira 48', 54' | Público: 17,780 Árbitro: URU Esteban Marino |

| 16 de abril | Olimpia     | 1 – 2 | Colo-Colo                    | Manuel Ferreira, Assunção                       |
|             | González 1' |       | Hormazábal 29' · Álvarez 67' | Público: ≈35,000 Árbitro: URU Pablo Victor Vaga |

O Olimpia empatou por 2–2 com o Colo-Colo no agregado de pontos. O Olimpia avançou para as semifinais devido a melhor saldo de gols.

### Grupo 2
| Equipe        | Pts | J | V | E | D | GP | GC | SG |
| ------------- | --- | - | - | - | - | -- | -- | -- |
| Peñarol       | 2   | 2 | 1 | 0 | 1 | 5  | 2  | +3 |
| Universitario | 2   | 2 | 1 | 0 | 1 | 2  | 5  | -3 |

| 19 de abril | Peñarol                                      | 5 – 0 | Universitario | Estádio Centenário, Montevidéu             |
|             | Joya 36', 63' · Spencer 44', 77' · Sasía 85' |       |               | Público: 57,630 Árbitro: CHI Carlos Robles |

| 30 de abril | Universitario           | 2 – 0 | Peñarol | Estádio Nacional, Lima                     |
|             | Uribe 30' · Iwasaki 37' |       |         | Público: 12,000 Árbitro: CHI Carlos Robles |

O Peñarol empatou por 2–2 com o Universitario no agregado de pontos. O Peñarol avançou para as semifinais devido a melhor saldo de gols.

### Grupo 3
| Equipe        | Pts | J | V | E | D | GP | GC | SG |
| ------------- | --- | - | - | - | - | -- | -- | -- |
| Palmeiras     | 4   | 2 | 2 | 0 | 0 | 3  | 0  | +3 |
| Independiente | 0   | 2 | 0 | 0 | 2 | 0  | 3  | -3 |

| 4 de maio | Independiente | 0 – 2 | Palmeiras                | El Cilindro, Avellaneda                         |
|           |               |       | Gildo 33' · Zequinha 85' | Público: 25,000 Árbitro: PAR José Dimas Larrosa |

| 11 de maio | Palmeiras  | 1 – 0 | Independiente | Estádio do Pacaembu, São Paulo                  |
|            | Scotto 40' |       |               | Público: 40,000 Árbitro: PAR José Dimas Larrosa |

### Grupo 4
| Equipe            | Pts | J | V | E | D | GP | GC | SG |
| ----------------- | --- | - | - | - | - | -- | -- | -- |
| Santa Fe          | 2   | 2 | 1 | 0 | 1 | 3  | 3  | 0  |
| Jorge Wilstermann | 2   | 2 | 1 | 0 | 1 | 3  | 3  | 0  |

| 30 de abril | Jorge Wilstermann           | 3 – 2 | Santa Fe                  | Félix Capriles, Cochabamba                 |
|             | López 8', 76' · Sánchez 17' |       | Panzutto 13' · Castro 86' | Público: 35,000 Árbitro: CHI Carlos Robles |

| 7 de maio | Santa Fe   | 1 – 0 | Jorge Wilstermann | El Campín, Bogotá                        |
|           | Claure 26' |       |                   | Público: 25,000 Árbitro: ARG Luis Ventre |

O Independiente Santa Fe empatou por 2–2 com Jorge Wilstermann no agregado de pontos e no saldo de gols. Nenhum playoff foi disputado para determinar o vencedor. O Independiente Santa Fe avançou para as semifinais após um sorteio.

## Semifinais

### Grupo A
| Equipe    | Pts | J | V | E | D | GP | GC | SG |
| --------- | --- | - | - | - | - | -- | -- | -- |
| Palmeiras | 3   | 2 | 1 | 1 | 0 | 6  | 3  | +3 |
| Santa Fe  | 1   | 2 | 0 | 1 | 1 | 3  | 6  | -3 |

| 21 de maio | Santa Fe                | 2 – 2 | Palmeiras                 | El Campín, Bogotá                             |
|            | Perazzo 8' · Castro 52' |       | Gildo 7' · Chinesinho 39' | Público: 35,000 Árbitro: BRA João Etzel Filho |

| 28 de maio | Palmeiras                           | 4 – 1 | Santa Fe    | Estádio do Pacaembu, São Paulo             |
|            | Romeiro 3', 22' · Humberto 44', 57' |       | Mottura 66' | Público: 60,000 Árbitro: COL Ovidio Orrego |

### Grupo B
| Equipe  | Pts | J | V | E | D | GP | GC | SG |
| ------- | --- | - | - | - | - | -- | -- | -- |
| Peñarol | 4   | 2 | 2 | 0 | 0 | 5  | 2  | +3 |
| Olimpia | 0   | 2 | 0 | 0 | 2 | 2  | 5  | -3 |

| 21 de maio | Peñarol                           | 3 – 1 | Olimpia      | Estádio Centenário, Montevidéu                |
|            | Joya 20' · Cubilla 73' · Cano 87' |       | González 50' | Público: 42,000 Árbitro: ARG Carlos Nai Foino |

| 27 de maio | Olimpia    | 1 – 2 | Peñarol                        | Manuel Ferreira, Assunção                        |
|            | Doldán 10' |       | Sasía 77' (pen.) · Cubilla 80' | Público: 15,000 Árbitro: ARG José Luis Praddaude |

## Final
| Equipe    | Pts | J | V | E | D | GP | GC | SG |
| --------- | --- | - | - | - | - | -- | -- | -- |
| Peñarol   | 3   | 2 | 1 | 1 | 0 | 2  | 1  | +1 |
| Palmeiras | 1   | 2 | 0 | 1 | 1 | 1  | 2  | -1 |

| 4 de junho | Peñarol     | 1 – 0 | Palmeiras | Estádio Centenário, Montevidéu                   |
|            | Spencer 89' |       |           | Público: 64,376 Árbitro: ARG José Luis Praddaude |

| 11 de junho | Palmeiras | 1 – 1 | Peñarol  | Estádio do Pacaembu, São Paulo                   |
|             | Nardo 77' |       | Sasía 2' | Público: 50,000 Árbitro: ARG José Luis Praddaude |

### Premiação
| Copa Libertadores da América de 1961 |
| ------------------------------------ |
| Peñarol Campeão (2º título)          |

## Estatísticas

### Classificação geral
| Peñarol                         | 9 | 6 | 4 | 1 | 1 | 12 | 5  | +7 |
| Vice-campeão                    |   |   |   |   |   |    |    |    |
| Palmeiras                       | 8 | 6 | 3 | 2 | 1 | 10 | 5  | +5 |
| Eliminados nas semifinais       |   |   |   |   |   |    |    |    |
| Santa Fe                        | 6 | 6 | 2 | 2 | 2 | 11 | 11 | 0  |
| Olimpia                         | 2 | 4 | 1 | 0 | 3 | 8  | 9  | -1 |
| Eliminados nas quartas de final |   |   |   |   |   |    |    |    |
| Jorge Wilstermann               | 2 | 2 | 1 | 0 | 1 | 3  | 3  | 0  |
| Colo-Colo                       | 2 | 2 | 1 | 0 | 1 | 4  | 6  | –2 |
| Universitario                   | 2 | 2 | 1 | 0 | 1 | 2  | 5  | –3 |
| Independiente                   | 0 | 2 | 0 | 0 | 2 | 0  | 3  | –3 |
| Eliminado na fase preliminar    |   |   |   |   |   |    |    |    |
| Barcelona de Guayaquil          | 1 | 2 | 0 | 1 | 1 | 2  | 5  | –3 |

### Artilheiros
| Pos | Jogador              | Clube    | Gols |
| --- | -------------------- | -------- | ---- |
| 1   | Osvaldo Panzutto     | Santa Fe | 4    |
| 2   | Alberto Perazzo      | Santa Fe | 3    |
| 2   | Alberto Spencer      | Peñarol  | 3    |
| 2   | Benicio Ferreira     | Olimpia  | 3    |
| 2   | Juan Joya            | Peñarol  | 3    |
| 2   | Jose Francisco Sasía | Peñarol  | 3    |